# Happy Gang
A Happy Gang, Magyarország egyik legsikeresebb popegyüttese. 1996-ban a "Kérek egy kulcsot a szívedhez" című daluk az ország legtöbbet játszott hazai felvétele volt. Nyertek Bravo OTTO díjat, slágerlista vezető dalaik ma is közkedveltek. Dalaikat szellemes szövegek fűszerezik. Zenéjük tartalmaz dance, hiphop, elektronikus és rock elemeket is. Legismertebb slágereik a Sokáig voltam távol, a Fiatal szerelem és a Kérek egy kulcsot a szívedhez, Lógatom a lábam, Minő guminő, Lopják a Dzsekimet, Szentkarácsony. Több, mint 800 ezer eladott hanghordozón jelentek meg dalaik.
1993-ban kezdődött a Happy Gang karrierje. Közös iskolai zenekarból indultak el, amit egy EMI lemezkiadói szerződés alakított professzionális produkcióvá. Ők voltak ez első hazai szereplői, a Bravo Love Story elnevezésű, BRAVO Ifjúsági Magazinban futó, fotós képregénynek, mely több héten át tartott és nagy rajongói bázist hozott a csapatnak.
1994-ben megjelent első albumuk Zimme-zumm címmel. Első slágerük a Boomshaka volt, amit a lírai Kérek egy kulcsot a szívedhez, majd a Minő Guminő követett.
A második album a Boojaka 1995-ben jelent meg. Hangzásukban jellegzetes raggaton, dance hall elemek szerepelnek ezen az albumon.
1996-ban az Éretlenek című magyar televíziós játékfilm főcímdalát írták meg, Fiatal szerelem címmel, ami hatalmas sikert hozott a számukra. Ez év májusában telt házas koncertet adtak a Petőfi Csarnokban, a Nagy Nap elnevezéssel, majd a Bravo újság közönségszavazatai alapján megválasztották őket az év legnépszerűbb zenekarának. Ugyanebben az évben jelent meg harmadik albumuk Dauer címmel.
1997. április 26-án felléptek a Total Dance Fesztiválon és megjelent negyedik albumuk a Freestyle. Ismét teltházas koncert a Petőfi Csarnokban, melyet a tél és karácsony jegyében szerveztek.
Eddig az időpontig már több ezer fellépésen vannak túl.
1995-ben Jamaicába utaztak videóklipet forgatni az Öreg Sam című dalukhoz. Több, mint három hetet töltenek Jamaicán, és helyi lányokkal és szereplőkkel dolgoznak a klipben.
1999 szilveszterétől az együttes felfüggeszti a közös munkát, de 2000 februárjában az amerikai New Jerseyben elvállalnak egy fellépést.
Mohaman 2000 elején szólókarrierbe kezdett, kiadta a Funky című számához készült maxilemezt és a hozzá készült videóklippet, majd megalapította a Magnet Records lemezkiadó céget.
Cory elkészítette a Bázis című, Viasat televíziós csatornán vetített, "bootcamp" jellegű, katonai túlélőtáboros sorozat betétdalát, és 2002 szeptemberében jelentette meg első szólólemezét. Feldolgozta a Jóbarátok című filmsorozat betétdalát (The Rembrandts: I'll Be There For You). A dal a Danubius Rádió slágerlistáján a harmadik helyezést éri el.
Cory 2009-ben alapította meg az Underzen zenekart, amellyel többek közt a Tibor vagyok, de hódítani akarok! című filmben szerepelt. A főcímdalt " Bizsergés" címmel és még több szerzeményt írtak a filmhez.
2011-ben újra elkezdték a közös munkát. Az RTL televízió főműsoridős showjában térnek vissza, de már Meggyes Roland "Moha" nélkül.
2012-ben minden nagy egyetemen felléptek (MEN-LEN stb.) Továbbá a 20. SZIGET Fesztiválon, 20. Bravo Otto Gálán, Efotton, Unique Fesztiválon, Budapest Parkban.
2013. június 29-én a Budapest Parkban többezres közönség előtt ünnepelték élő nagy koncerttel a 20. születésnapjukat. összefoglaló videó itt: https://www.youtube.com/watch?v=91cBPqIvVro
Ebben az évben a Budapest Kongresszusi Központban szimfonikus verzióban koncertet adtak, amit Győrben és Szombathelyen is megismételtek.
2014. SZIGET Fesztivál, Effot, Budapest Park, SZIN.
2015. Budapest Parkban vendégül látták az angol EAST 17 együttest és a koncert fináléjaként együtt énekelték a "Sokáig voltam távol" című dalt.
Hivatalos YouTube csatorna, a hivatalos klipváltozatok elérésére:
https://www.youtube.com/playlist?list=PL7wZc9x3zlfqjjDREaAtJiC13FneBq1Tt

## Albumok
- 1994 – Zimme-zumm (EMI-Quint)
- 1995 – Boojaka (EMI)
- 1996 – Dauer (EMI)
- 1997 – Freestyle (EMI)
- 1998 – Te meg én (Hungaroton)
- 1999 – Best Of (EMI)
- 2007 – Best Of 2. kiadás (EMI)

## Külső hivatkozások
- Hivatalos honlap Archiválva 2009. május 3-i dátummal a Wayback Machine-ben
- Cory hivatalos honlapja
- Az Underzen honlapja